# Arnulf von Reims
Arnulf von Reims (* vor 967; † 5. März 1021) war 988–991 und 999–1021 Erzbischof von Reims. Er war ein unehelicher Sohn des westfränkischen Königs Lothar mit einer unbekannten Frau.
Arnulf war einer der letzten Nachkommen Karls des Großen in männlicher Line, somit einer der letzten Karolinger, der zur Zeit Hugo Capets noch in der Lage war, eine wesentliche Rolle zu spielen. Obwohl er diesem sein Erzbistum verdankte, stellte sich Arnulf gegen ihn und lieferte seine Residenz seinem Onkel, dem Karolinger Karl von Niederlothringen aus.
Er wurde gefangen genommen, verurteilt und zum Rücktritt gezwungen, um sein Leben zu retten. Richer von Reims berichtet, dass Arnulf gemeinsam mit Karl von Niederlothringen und dessen Familie eingesperrt gewesen sei, wobei von Karl bekannt ist, dass er in Orléans festgehalten wurde.
Eine Intervention des Papstes sowie der Tod des Königs im Jahr 996 erlaubten es Arnulf jedoch, sein Amt 999 wieder anzutreten. Sein Nachfolger und Vorgänger in Reims war Gerbert von Aurillac, der in diesem Jahr selbst Papst wurde.